# Praia Verde (Castro Marim)

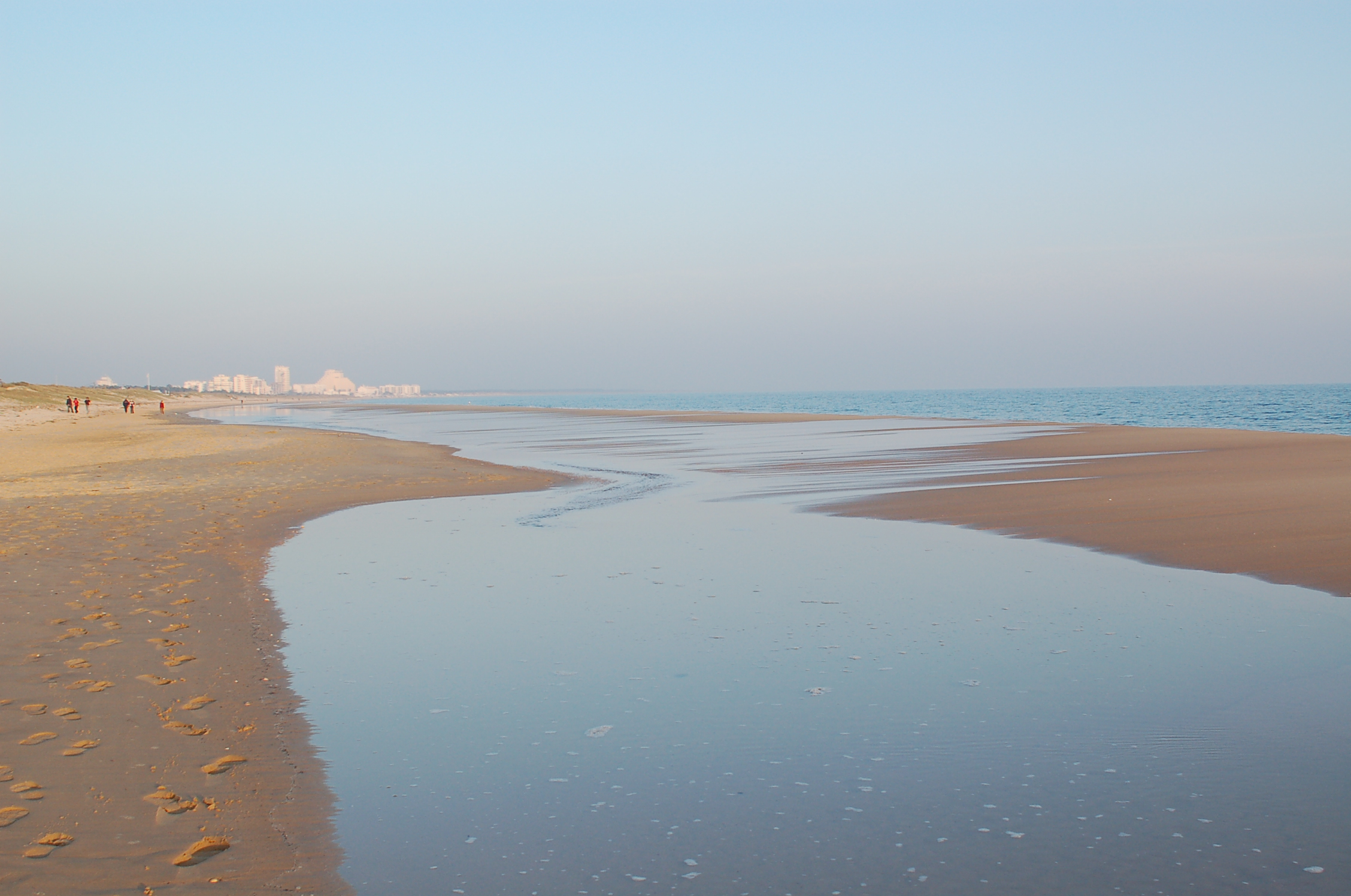
Praia Verde
A Praia Verde é uma praia marítima do Município de Castro Marim, Algarve, Portugal. Fica situada entre a praia da Alagoa a poente e a praia do Cabeço - Retur a nascente, e é abrigada por um pinhal de pinheiros mansos dos muitos dos quais foram abatidos.  na zona oeste para construção de habitações . Com água cristalina e areia branca, a praia Verde é uma das jóias do Algarve.
Antigamente existia um grande parque de campismo que durou até à década de 1990. Esta praia é vigiada pela delegação marítima, está sinalizada, conta com o apoio de nadadores-salvadores e posto de primeiros socorros durante a época balnear.
Como equipamentos e serviços de apoio esta praia conta com restaurantes e bar e aluguer de toldos durante a época balnear. A qualidade da água é controlada mensalmente durante a época balnear.

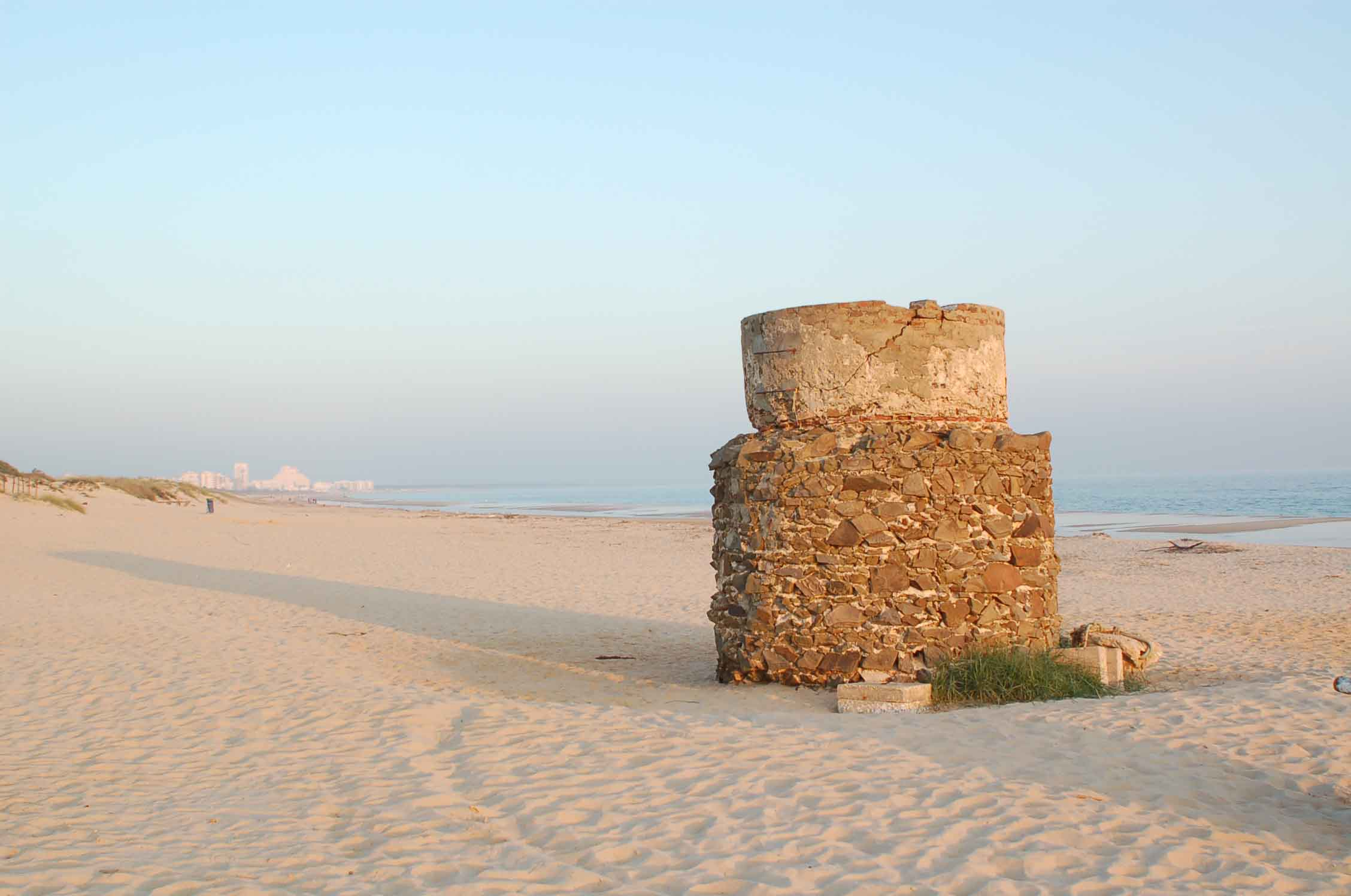
Poço na praia Verde

As construções existentes no areal da Praia Verde são do século XX e não vestígios Romanos.
Esta "lenda", dos Romanos já existia há 45 anos, mas foram estudados os vestígios, e os mesmos são substancialmente mais recentes. Existia um povoado no local onde se encontra o poço, e em meados do século XX eram perfeitamente visíveis os "restos" de conjunto de habitações.
Dizem os "antigos" que o mar se encontrava a cerca de uma "corrida" de cavalo, da povoação.
O mar subiu e destruiu as casas e "comeu" a terra que se encontrava junto ao poço.
Aliás é bem visível tal facto visto que a boca do poço fica a mais de dois metros, acima do local onde hoje se tem acesso a tal construção. [carece de fontes?]